# 아시아계 아프리카인
아시아에는 최소 3백만 명의 아시아인이 아프리카에 거주한다. 대부분은 1930년대 유럽인의 정착 이후에 도착했지만, 경제적 기회를 찾기 위한 이민은 계속되고 있다.

## 아프리카의 아시아인
틀:Row counter

## 아프리카의 중국인
아프리카 대륙에는 경제적 기회를 찾아 대륙으로 오는 중국인 이민자 수가 매우 빠르게 증가하고 있다. 대륙에 처음 온 많은 중국인은 인도인 공동체와 마찬가지로 계약 노동자로 들어왔다. 현재 1백만 명 이상의 중국인 노동자가 아프리카에 살고 있다. 약 40만 명의 중국인이 남아프리카 공화국에, 10만 명은 마다가스카르에, 10만 명은 잠비아에, 7만 4천 명은 수단에, 6만 명은 에티오피아에, 5만 명은 앙골라에, 5만 명은 케냐에, 5만 명은 나이지리아에, 5만 명은 우간다에, 4만 명은 알제리에, 4만 명은 차드에, 3만 5천 명은 모리셔스에, 3만 명은 탄자니아에, 2만 5천 명은 콩고 공화국에, 2만 명은 레소토에, 1만 2천 명은 모잠비크에, 1만 명은 이집트에, 그리고 1만 명은 나미비아에 살고 있다. 9천 명의 중국인이 짐바브웨에, 6천 명은 보츠와나에, 5천 명은 카메룬에, 5천 명은 적도 기니에, 5천 명은 기니에, 3천 명은 지부티에, 3천 명은 말라위에, 3천 명은 말리에, 3천 명은 토고에, 2천 명은 세네갈에, 1천 명은 니제르에, 그리고 1천 명의 중국인이 남수단에 살고 있다. 콩고 민주 공화국에 거주하는 약 5만 명의 콩고 민주 공화국의 중국인 대부분은 킨샤사에 살거나 오트카탕가주의 광산 회사에서 일한다.
내셔널 지오그래픽은 또한 프랭크 비비아노의 기사를 실었는데, 2005년 7월에 그는 파테섬을 방문했다. 그가 라무에 머무는 동안 라무 주변에서 도자기 조각들이 발견되었는데, 현지 스와힐리 역사 박물관의 행정관은 이 조각들이 중국인 기원, 특히 정화의 원정에서 동아프리카로 온 것이라고 주장했다. 파테 사람들의 눈은 중국인과 비슷했고, 파마오와 위는 그들 중 일부의 이름으로 중국어 기원일 것이라고 추측되었다. 그들의 조상은 중국 명나라 선원들이 난파되었을 때 원주민 여성들과 결혼하여 태어났다고 한다. 파테의 두 곳은 중국 선원들이 명명한 "올드 샹가"와 "뉴 샹가"라고 불렸다. 중국인 후손이라고 주장하는 현지 가이드는 프랭크에게 섬에 산호로 만든 묘지를 보여주었는데, 이는 중국 선원들의 무덤이며 저자는 "거의 동일"하다고 묘사하며 "반달 돔"과 "계단식 입구"가 완비된 중국 명나라 무덤과 같다고 했다.
아프리카에서 일하는 많은 중국 남성들은 앙골라, 남아프리카 공화국, 가봉, 탄자니아, 코트디부아르, 케냐, 나이지리아의 라고스, 콩고, 에티오피아에서 흑인 아프리카 여성들과 결혼하여 자녀를 두었다.
가나에서 금 채굴에 종사하던 많은 중국 남성들은 현지 흑인 아프리카 가나 여성들과 결혼하여 자녀를 두었지만, 가나 정부가 불법 광부들을 추방하면서 중국인 아버지와 흑인 어머니 사이에서 태어난 혼혈 자녀들은 아버지가 중국으로 송환되는 동안 가나에 고립되었다.
많은 우간다 여성들이 우간다로 이주한 중국 사업가들과 결혼하고 있다.
가봉의 정치인 장 핑은 중국인 아버지와 가봉인 어머니 사이에서 태어났다.
케냐의 천연자원에 대한 새로운 관심은 중국 기업으로부터 10억 달러 이상의 투자를 이끌어냈다. 이로 인해 케냐의 기반 시설 개발이 촉진되었고, 중국 기업들은 도로 건설을 위해 자국 남성 노동자들을 데려왔다. 임시 거주자들은 보통 배우자와 가족 없이 도착한다. 그 결과, 현지 대학생 여성과 관련된 사건이 증가하여 케냐 미혼모의 아프리카-중국 혼혈아 출생률이 증가했다.
케냐에서는 중국인 남성 노동자들의 유입과 함께 현지 여성과 자녀를 낳고 버려진 아기들의 수가 증가하고 있어 우려를 낳고 있다.

## 아프리카의 인도인
아프리카의 인도인 공동체는 대륙 전역에 퍼져 있으며, 남아프리카 공화국, 모리셔스, 레위니옹 및 기타 대륙 지역에 대규모 공동체가 존재한다. 인도인들이 대륙에 도착한 시기는 종종 유럽의 대륙 확장에 따른다. 현재 약 275만 명의 인도인이 대륙에 거주하는 등 상당한 인도인 존재가 계속되고 있다. 역사적으로 그리고 현재까지도 대륙 전역에서 인도인과 원주민 아프리카 공동체 간의 갈등이 존재했다. 가장 주목할 만한 예는 우간다의 독재자 이디 아민이 인도인들을 추방한 사건이다. 다른 인도인들은 특히 모잠비크에 대규모 인도인 집단이 있는 것처럼 최근에 상인이나 전문직 노동자로 아프리카에 왔다. 모잠비크의 인도인 7만 명은 모잠비크에서 오랜 역사를 가지고 있다. 가장 많은 인도인 공동체가 있는 아프리카 국가들은 남아프리카 공화국(156만 명), 모리셔스(89만 4천 명), 나이지리아(80만 명~1백만 명), 레위뇽(28만 250명), 케냐(11만 명), 모잠비크(7만 명), 탄자니아(6만 명), 우간다(5만 명), 마다가스카르(2만 5천 명), 잠비아(1만 3천 명), 그리고 가나, 말라위, 세이셸, 짐바브웨(각 1만 명)이다. 8천 명의 인도인이 보츠와나에, 8천 명은 상투메 프린시페에, 3천 명은 르완다에, 2천 7백 명은 남수단에, 부룬디에 2천 명, 그리고 에리트레아에 1천 2백 명이 살고 있다. 콩고 민주 공화국의 MONUSCO에서 일하는 외국인 2만 명 중 4,372명은 인도인이다. 인도, 방글라데시, 파키스탄, 우루과이 출신자들이 콩고 민주 공화국 MONUSCO의 주요 노동자들이다.

### 남아프리카 공화국의 인도인
남아프리카 공화국에 처음 도착한 인도인들은 1654년 네덜란드 동인도 회사가 데려온 노예들로 희망봉에 도착했지만, 이 노예들은 아프리카너 및 컬러드 공동체에 완전히 동화되었다. 가장 중요한 인도인 이주는 나탈이 영국 식민지가 되면서 대규모 계약 노동자들이 유입되었을 때 일어났다. 이들은 주로 설탕 농장에서, 때로는 탄광에서도 노동자로 일했다. 50년에 걸쳐 15만 명 이상의 인도인이 나탈로 이주했다. 그 장기적인 결과로 1904년에는 나탈의 인도인 인구가 백인 인구를 넘어섰다. 인도인 공동체는 법적인 차별에 직면했다.

### 동아프리카의 인도인
1887년, 뭄바이에서 영국 동아프리카 협회가 설립되었고, 이후 왕실 헌장을 받아 제국 영국 동아프리카 협회가 되었다. 1895년 동아프리카 보호령은 제국 영국 동아프리카 협회의 자산과 인력을 인수하고 우간다 철도 건설을 시작했다. 철도 건설을 위한 인력 모집은 A.M. 지반지에게 위임되었으며, 펀자브에서 대규모 노동자들이 모집되었다. 6년 동안 32,000명의 노동자들이 모집되었다. 많은 이들이 계약이 끝난 후 이 지역에 정착하여 인도에서 가족들을 데려왔다. 이 초기 정착민들과 함께 구자라트, 펀자브, 서인도에서 새로운 기회를 찾아 더 많은 이민자들이 왔다.
1960년대와 1970년대에는 독립 후 인종적 긴장으로 인해 많은 아시아계 공동체가 동아프리카를 떠났다. 1972년, 우간다의 독재자 이디 아민은 모든 아시아인을 추방하고 그들의 재산을 몰수했다. 당시 아시아인들은 이 나라 사업체의 90%와 세수의 90%를 차지했다. 1980년대 이후 우간다 정부는 추방된 아시아인들의 귀환을 장려했다.
2017년 7월 22일, 아시아계 공동체는 케냐의 44번째 부족으로 공식 인정받았으며, 국가의 태동기부터 케냐에 기여한 공동체의 공헌을 인정받았다.

## 아프리카의 레바논인
레바논 출신 50만 명 이상이 아프리카로 이주했다. 3만 명에서 7만 5천 명의 레바논인이 나이지리아에 살고, 4만 명은 세네갈에 살고 있다. 3천 명의 레바논인이 라이베리아에 살고 있으며, 이는 인구의 0.1%에 해당한다. 1984년 기준으로 3만 명의 레바논인이 시에라리온에 살았다.

## 아프리카의 시리아인
외교부에 따르면 시리아 난민 30만 명이 이집트로 이주했다. 최근 몇 년간 시리아 난민 25만 명이 수단으로 이주했다. 이들은 전체 인구의 0.6%를 차지한다. 시리아인 대부분은 하르툼에 거주하며, 그곳에서는 전체 인구의 약 4%를 차지한다.

## 오스트로네시아인
마다가스카르의 메리나인과 베트실레오 부족은 오스트로네시아계 혈통일 가능성이 높다. 이들은 합쳐서 마다가스카르 섬 인구의 약 35%를 차지한다. 이 두 지배적인 민족 집단은 마다가스카르 원주민으로 일반적으로 받아들여지고 있지만, 사실 말레이족과 폴리네시아인 이민자들의 후손일 가능성이 높다. 예를 들어, 말라가시어는 인근 아프리카 언어와 관련이 없으며, 대신 오스트로네시아어족의 말레이폴리네시아어파의 가장 서쪽 구성원이다.

## 아프리카의 유라시아인
다음은 아프리카에 거주하는 1,100만 명의 유라시아인 목록이며, 유럽 혈통의 백인 아프리카인도 참조. 목록의 국가들은 비아프리카계 인구 기준으로 순위가 매겨졌고, 그 다음에는 주요 이민 국가가 표시되었다. 적어도 한 명의 유라시아 조상을 가진 혼혈 아프리카인의 수는 아프리카 전체 인구의 10% 이상, 즉 최소 1억 5천만 명이다. 620만 명의 유라시아인이 남아프리카에, 220만 명은 동아프리카에, 140만 명은 서아프리카에, 93만 1천 명은 북아프리카에, 57만 명은 중앙아프리카에 살고 있다.
틀:Row counter
앙골라에는 50만 명의 혼혈 또는 흑백 혼혈인이 있다. 남아프리카 공화국에는 5,176,000명의 컬러드가, 나미비아에는 143,000명, 짐바브웨에는 17,000명이 있다. 사하라 이남 아프리카에 거주하는 수천만 명의 사람들은 유라시아인, 혼혈이거나 적어도 한 명의 유라시아 조상을 가지고 있다. 이집트에는 4,200만 명, 에티오피아에는 1,900만 명, 마다가스카르에는 1,500만 명, 남아프리카 공화국에는 1,100만 명의 유라시아 조상을 가진 사람들이 있다. 지부티, 에리트레아, 에티오피아, 마다가스카르, 모리셔스, 나미비아, 세이셸, 소말리아, 남아프리카 공화국 인구의 최소 10%는 유라시아 조상을 가지고 있다. 알제리, 이집트, 리비아, 모로코, 튀니지 인구의 최소 10%도 유라시아 조상을 가지고 있다. 카나리아 제도, 카보베르데, 레위뇽 인구의 대부분은 유럽 조상을 가지고 있다. 스페인령 아프리카의 일부인 카나리아 제도에는 1,425,760명의 백인이 살고 있다. 프랑스령 아프리카 영토의 일부인 레위뇽에는 26만 명의 백인이 살고 있다. 방글라데시, 중국, 독일 출신이 많은 2,500명의 유라시아인 MONUSMA 인원이 말리에 살고 있다. 프랑스군 3,000명, 기타 중국인 3,000명, 시리아인 2,000명도 말리에 살고 있어, 총 1만 명 이상의 유라시아인이 말리에 거주하고 있다.

## 같이 보기
- 아프로아시안
- 아시아인
- 아프리카-중국 관계
  - 남아프리카 공화국의 중국인
  - 나미비아의 중국인
  - 화교
- 아프리카-인도 관계
  - 인도계 남아프리카 공화국인
  - 케냐의 인도인
  - 동남아프리카의 인도계 디아스포라
  - 인도계 탄자니아인
  - 우간다의 인도인
- 아시아계 (남아프리카 공화국)
- 아시아의 민족 집단
- 아프리카의 한국인
  - 카나리아 제도의 한국인
  - 남아프리카 공화국의 한국인
- 유럽 혈통의 백인 아프리카인

## 더 읽어보기
- Bharati, Agehanbanda. The Asians in East Africa. (1972)
- Bharati, Agehananda. "The Indians in East Africa: a survey of problems of transition and adaptation." Sociologus 14.2 (1964): 169-177. online
- Jacobsen, Knut A., and Pratap Kumar, eds. South Asians in the diaspora: histories and religious traditions (Brill, 2018).
- Jain, Ravindra K. Indian communities abroad: Themes and literature (South Asia Books, 1993).
- Levinson, David et al. eds. The Encyclopedia of Modern Asia (6 vol Thomson-Gale, 2002) 1:31–35 and passim; basic introduction and articles on each group.
- Li, Anshan. A history of overseas Chinese in Africa to 1911 (Diasporic Africa Press, 2017).
- Mangat, J.S. A History of the Asians in East Africa: 1896-1965 (Oxford University Press, 1969)
- Raposo, Pedro Amakasu ed. Routledge Handbook of Africa-Asia Relations (2017) excerpt, comprehensive coverage
- Whiteley, W.H. ed. Language Use and Social Change: Problems of Multilingualism with Special Reference to Eastern Africa (1971)